# Svenska mästerskapen i jujutsu 2003
Svenska mästerskapen i ju-jutsu 2003 avgjordes i Nybro den 12 april 2003.
Arrangerande förening var Nybro Kampsport Center.

## Resultat
| Placering | Namn            | Klubb       |
| --------- | --------------- | ----------- |
| Guld      | Sara Svensson   | JJK Samurai |
| Silver    | Jenny Selander  | Luleå JJK   |
| Brons     | Linda Yngvesson | Falu JJK    |

| Placering | Namn            | Klubb          |
| --------- | --------------- | -------------- |
| Guld      | Linda Lundmark  | Gävle JJ       |
| Silver    | Sophia Bergdahl | IKSU SJJ, Umeå |

| Placering | Namn             | Klubb    |
| --------- | ---------------- | -------- |
| Guld      | Sandra Löjdkvist | Nybro KC |

| Placering | Namn          | Klubb          |
| --------- | ------------- | -------------- |
| Guld      | Jonas Rosell  | Gävle JJ       |
| Silver    | Patrik Fondin | Herrljunga JJK |
| Brons     | Johan Nässén  | Stockholms JJD |

| Placering | Namn           | Klubb                    |
| --------- | -------------- | ------------------------ |
| Guld      | Martin Ingholt | Nybro KC                 |
| Silver    | Marcus Abler   | Nacka JJK                |
| Brons     | Markus Thurén  | Kraftverket JJA, Uppsala |

| Placering | Namn            | Klubb                |
| --------- | --------------- | -------------------- |
| Guld      | Jonny Nilsson   | Linköpings Budoklubb |
| Silver    | Johan Ingholt   | Nybro KC             |
| Brons     | Christer Öqvist | IKSU SJJ, Umeå       |

| Placering | Namn             | Klubb          |
| --------- | ---------------- | -------------- |
| Guld      | Ricard Carneborn | Nacka JJK      |
| Silver    | Andy Gaugl       | Nacka JJK      |
| Brons     | Rick Carlsson    | Stockholms JJD |

| Placering | Namn          | Klubb                  |
| --------- | ------------- | ---------------------- |
| Guld      | Johan Jorup   | Linköpings Budoklubb   |
| Silver    | Gregory Vinic | Malmö Budokwai         |
| Brons     | Ville Ilola   | JJK Samurai, Jönköping |

| Placering | Namn            | Klubb          |
| --------- | --------------- | -------------- |
| Guld      | Daniel Taxén    | Nacka JJK      |
| Silver    | Mattias Forberg | Södertälje JJK |
| Brons     | Micael Öberg    | Stockholms JJD |

| Placering | Namn                        | Klubb          |
| --------- | --------------------------- | -------------- |
| Guld      | Robert Nyman / Karen Pacull | Stockholms JJD |